# Hudební a taneční fakulta Akademie múzických umění v Praze
Hudební a taneční fakulta (HAMU) je jednou ze tří fakult Akademie múzických umění v Praze (DAMU, FAMU, HAMU). Byla založena dekretem prezidenta republiky dr. Eduarda Beneše z 27. října 1945. Sídlí v Praze na Malé Straně v Lichtenštejnském paláci a Hartigovském paláci. Do 22. ledna 2010 nesla název Hudební fakulta. Děkanem byl od 22. ledna 2010 do roku 2018 klarinetista Vlastimil Mareš.  Od nového akademického roku 2018/2019 je jím pianista Ivan Klánský.

## Katedra klávesových nástrojů

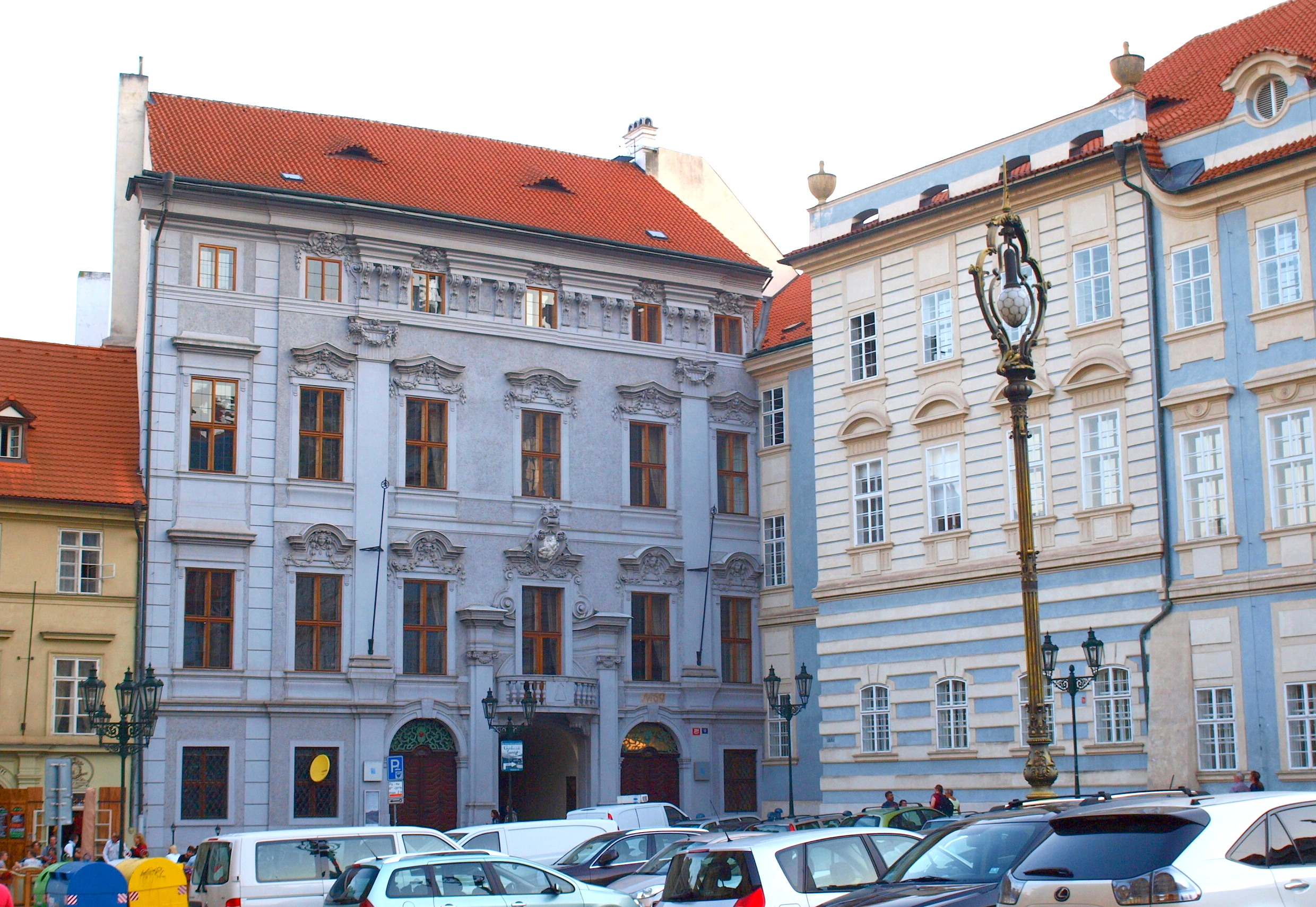
Hartigovský palác, sídlo vedení HAMU

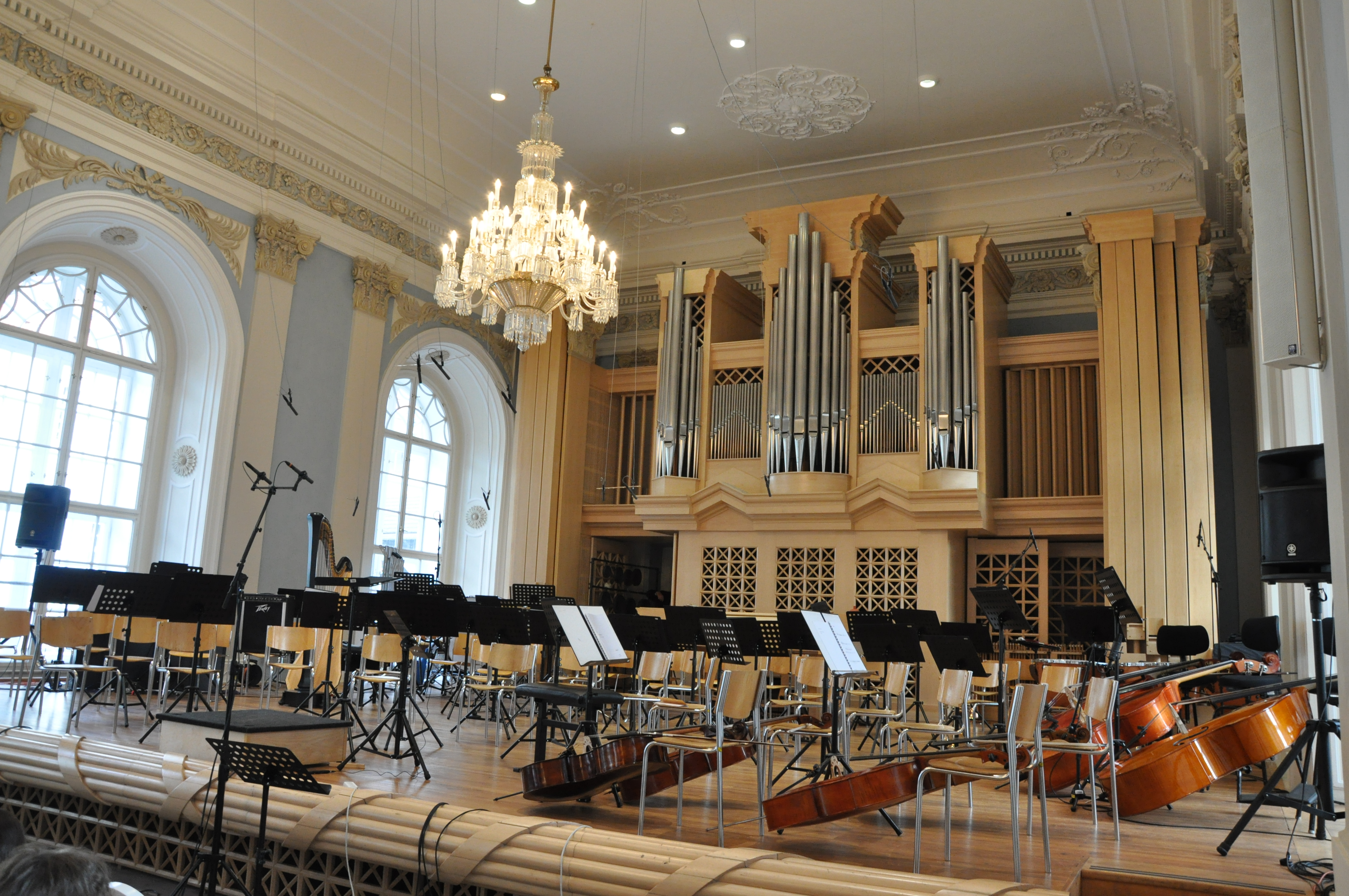
Sál Bohuslava Martinů

Katedra navázala na tradice Mistrovské školy pražské konzervatoře, vedené Vilémem Kurzem. Katedra vyučuje tři obory – klavír, varhany a cembalo. U zrodu stáli profesoři Ilona Štěpánová-Kurzová a František Maxián, záhy se připojil prof. František Rauch. Další desetiletí práce katedry jsou spjata s dalšími velkými osobnostmi:
- mezi klavíristy to byli Josef Páleníček, Pavel Štěpán, Valentina Kameníková, Zdeněk Jílek, Jan Panenka, Josef Hála, Ivan Moravec, Ivan Klánský, Miroslav Langer a řada dalších;
- mezi varhaníky pak především Bedřich Antonín Wiedermann, Jiří Reinberger, Milan Šlechta, Václav Rabas, Jaroslav Tůma;
- v oboru cembala Zuzana Růžičková a Giedrė Lukšaitė-Mrázková.

Vedoucím katedry je profesor František Malý.

## Katedra strunných nástrojů
V průběhu šesti desetiletí trvání AMU působili na katedře nástrojů strunných mj. Jindřich Feld, Josef Micka, František Daniel, Josef Peška, Jaroslav Pekelský, Marie Hlouňová, Nora Grumlíková, Alexandr Plocek, Jiří Novák, Lubomír Kostecký, Josef Vlach, Ladislav Černý, Ladislav Zelenka, Karel Pravoslav Sádlo, Miloš Sádlo, Antonín Kohout, Alexandr Večtomov, František Hertl, Marie Zunová, Karel Patras ad., v současné době Václav Bernášek, Ondřej Kvita, Jiří Hošek, Jiří Hudec, Josef Chuchro, Renata Kodadová, Lubomír Malý, Bohuslav Matoušek, Petr Messiereur, Jaroslav Motlík, Jindřich Pazdera, Jan Pěruška, Miroslav Petráš, Štěpán Rak, Václav Snítil, Jiří Tomášek, Ivan Štraus, Milan Škampa, Daniel Veis, Milan Zelenka, Radomír Žalud.

## Katedra dirigování
Jednou z osobností katedry dirigování byl šéfdirigent České filharmonie Jiří Bělohlávek. Mezi jeho žáky se zařadili například Tomáš Netopil či Jakub Hrůša. Katedru vede docent Tomáš Koutník, někdejší ředitel a šéfdirigent Severočeské filharmonie Teplice a dirigent řady dalších českých a slovenských orchestrů. Mezi pedagogy patří také prof. Leoš Svárovský, český dirigent; dále také prof. Ivan Pařík, emeritní pedagog Universität für Musik und darstellende Kunst Wien.
Pražská katedra dirigování se zaměřuje jak na studium symfonického repertoáru, tak též na studium sborového i operního repertoáru. Posluchači mají od druhého ročníku vlastní symfonický koncert a zároveň se několikrát do roka účastní dirigentských kurzů u Severočeské filharmonie Teplice, které pořádá docent Tomáš Koutník, vedoucí katedry.

## Galerie

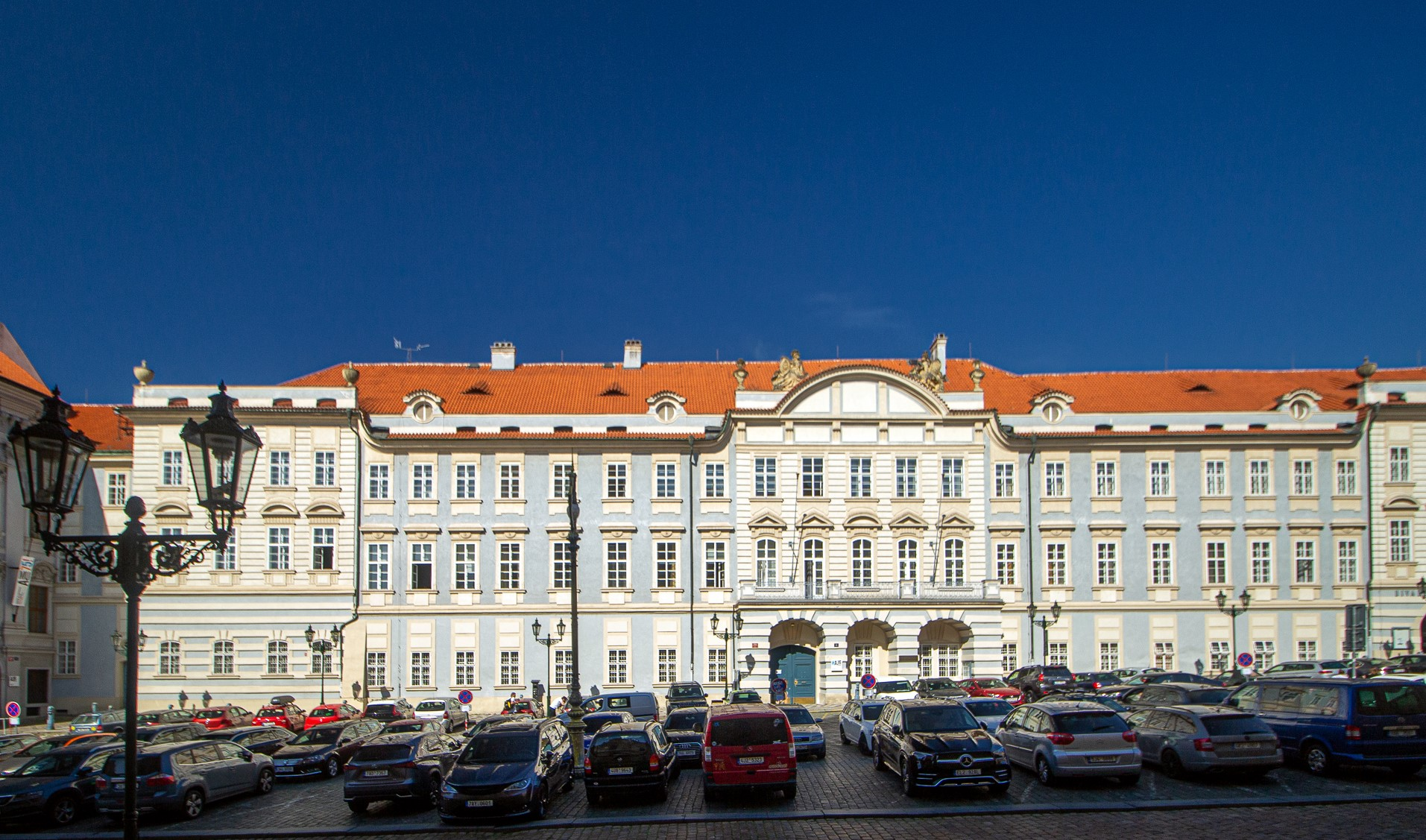
Lichtenštejnský palác
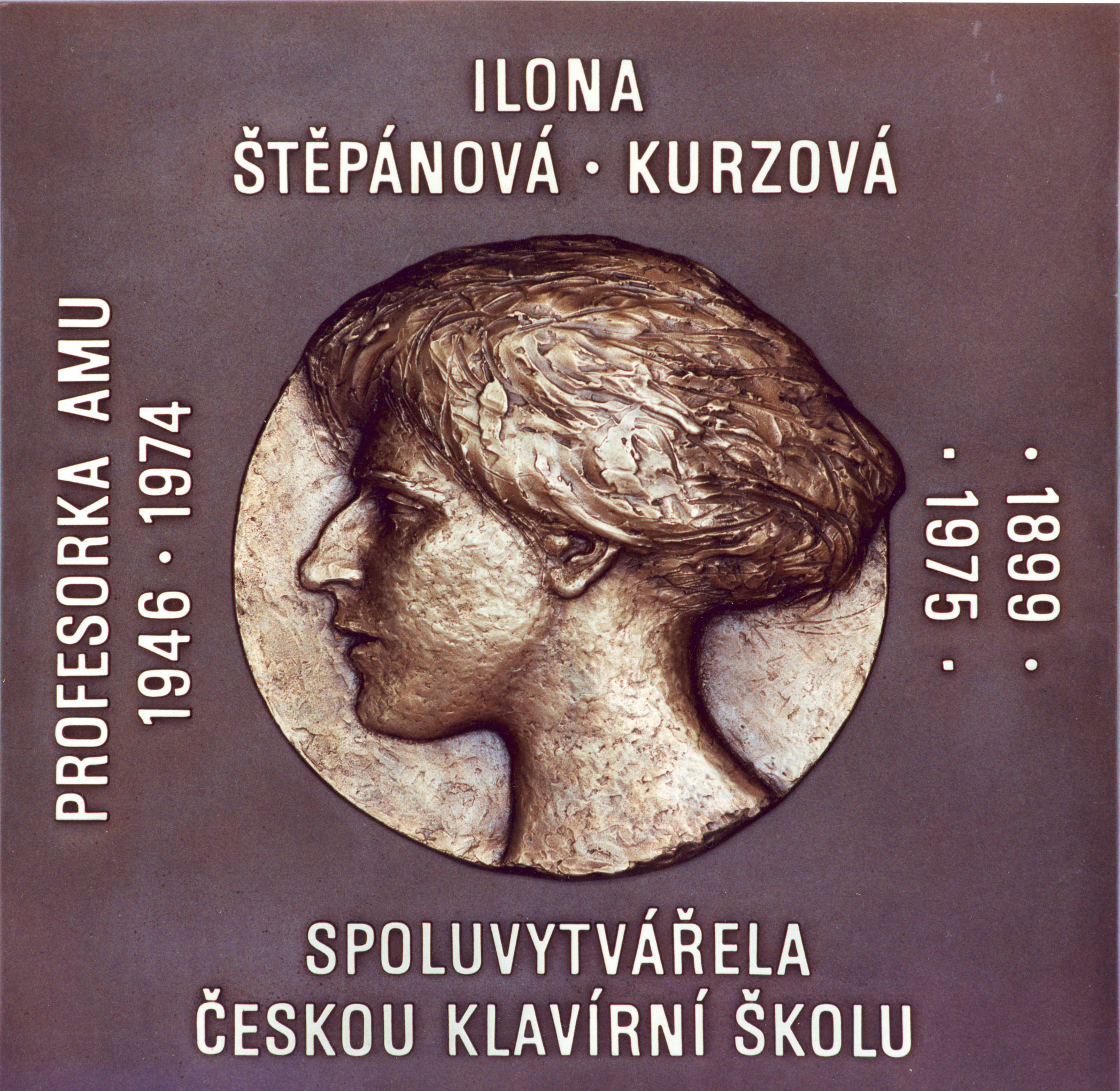
Pamětní deska spoluzakladatelky školy prof. Ilony Štěpánové-Kurzové v budově školy
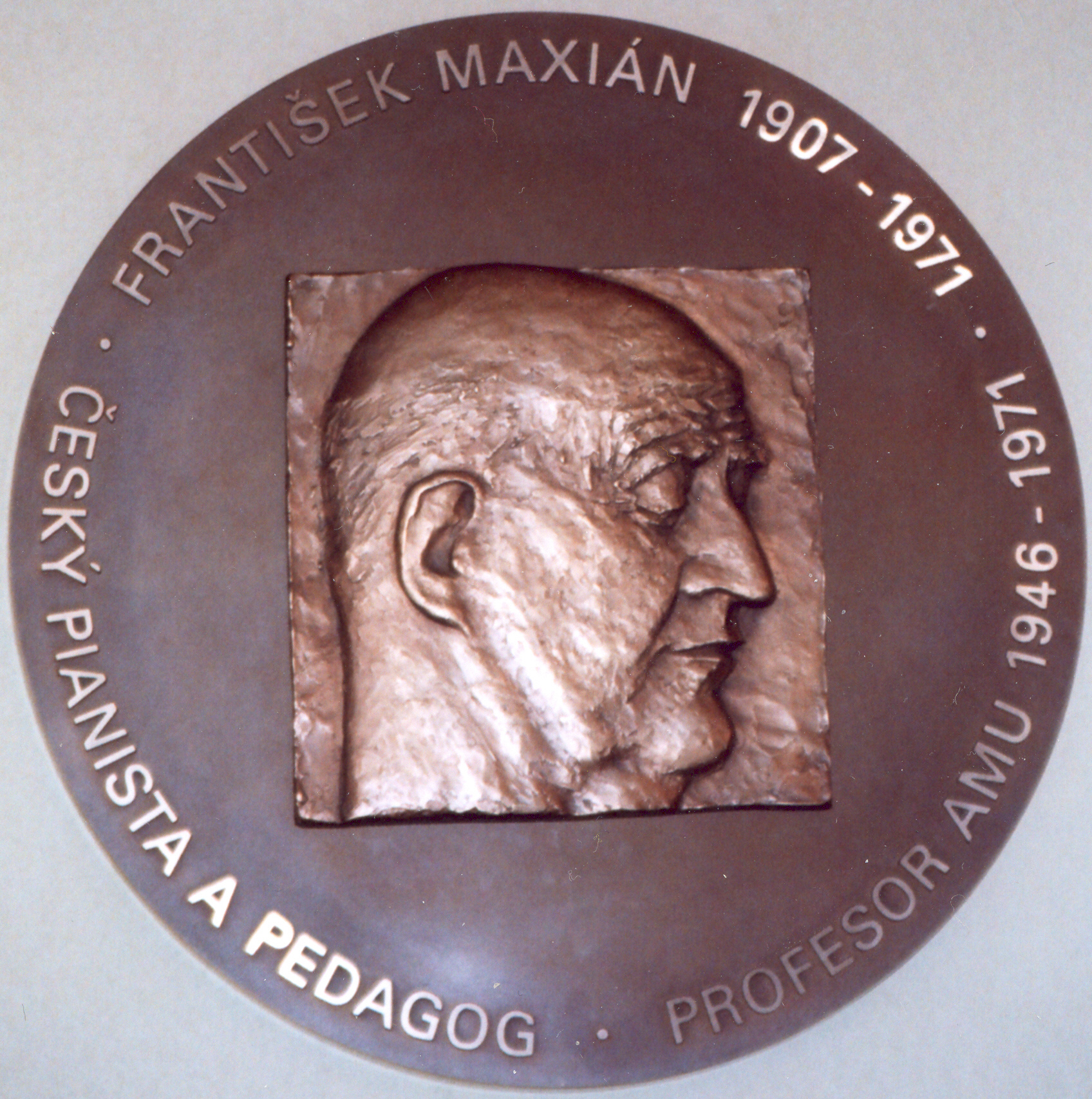
Pamětní deska spoluzakladatele školy prof. Františka Maxiána v budově školy